# Pinsà rosat cellut
El pinsà rosat cellut (Carpodacus rodochroa) és una espècie d'ocell de la família dels fringíl·lids (Fringillidae).

## Descripció
- Fa uns 25 cm de llargària. Bec curt amb mandíbula inferior marró pàl·lid i superior marró fosc. Peus color carn. Cua lleugerament forcada.
- Mascle amb dors marró amb ratlles longitudinals més fosques. Cua marró. Capell, clatell i línia ocular marró vermellós. Gran i llarga cella color rosa. Galtes, gola, pit, abdomen i carpó rosa.
- Femella amb celles i galtes beix. Dors, capell, clatell i línia ocular marró. Zones inferiors beix amb fines ratlles fosques.

## Hàbitat i distribució
Sotabosc i matolls en zones obertes i arbustives del nord de l'Índia, Caixmir. Nepal, Bhutan i sud del Tibet.